# Echinokockinfektion
Echinokockinfektion, echinococcos även blåsmasksjuka, hydatidos, är en parasitinfektion orsakad av en specifik art av bandmask känd som dvärgbandmask (Echinococcus). Människan kan drabbas av två olika typer av echinokockinfektion:  cystisk echinococcos och alveolär echinococcos. Det finns två ovanligare typer: polycystisk echinococcos och unicystisk echinococcos. Infektionen ger ofta inte upphov till några symptom till en början, och detta kan vara upp emot ett år. Symptom och kännetecken beror på cystornas läge och storlek. Alveolär infektion börjar vanligen i levern men kan sprida sig till andra delar av kroppen, som lungorna eller hjärnan. När levern drabbas kan individen uppleva bål eller buksmärta, viktnedgång och gulsot. Då infektionen når lungorna kan detta orsaka bröstsmärta, andnöd och hosta.
Sjukdomen sprids då mat eller vatten som innehåller parasitens ägg förtärs eller genom nära kontakt med infekterade djur. Äggen frisätts i avföringen från köttätande djur som infekterats av parasiten. Djur som vanligen bär på smittan är bland annat hund, räv och varg. Dessa djur smittas då de äter organ från ett djur som har parasitcystor som t.ex. får eller olika gnagare. Sjukdomstypen hos människan beror på vilken typ av Echinococcus som orsakat infektionen. Diagnosen ställs oftast med hjälp av ultraljud, även om datortomografi (CT) eller MR-bildtagning även kan användas. Blodprov där man letar eter antikroppar mot parasiten kan även hjälpa, samt även biopsi.
Förebyggande åtgärder mot cystisk infektion sker genom att behandla hundar som kan bära på sjukdomen samt genom att vaccinera får. Behandlingen är ofta svår. Den cystiska infektionen kan dräneras genom huden för att följas upp med medicinering. Ibland håller man endast cystisk infektion under uppsikt. Alveolär infektion kräver ofta kirurgi för att sedan följas upp med medicinering. Medicinsk behandling innefattar albendazol och kan behövas under flera års tid. Den alveolära infektionen kan orsaka dödsfall.
Sjukdomen förekommer i de flesta delar av världen och drabbar för närvarande ungefär en miljon människor. I vissa områden i Sydamerika, Afrika och Asien är uppe emot 10 % av befolkningen drabbad. År 2010 orsakade sjukdomen 1200 dödsfall, vilket fallit från 2000 år 1990. Den ekonomiska kostnaden av sjukdomen är beräknad till kring 3 miljarder USD årligen. Sjukdomen kan även drabba andra djur som gris, ko och häst.

## I Sverige

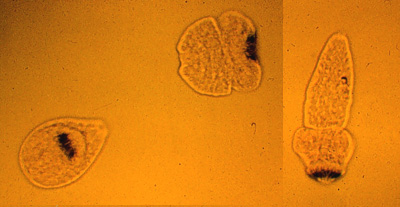
Larver av dvärgbandmask sedda genom mikroskop

Parasiten som oftast återfinns hos djur är dock än så länge sällsynt i Sverige. 

## Etiologi
Parasiten smittar som ägg via födan, varefter den penetrerar tarmen och förs med blodet till framför allt lever och lungor. I de smittade organen bildar maskarna karakteristiska vätskefyllda cystor, vilka genom sin tillväxt och följande tryck på omkringliggande vävnad orsakar de första symptomen. Det kan dröja från månader till flera år från smittotillfället till dess att cystorna är stora nog att orsaka symptom. Vätskan i blåsorna innehåller stora mängder maskmaterial, vilket kan framkalla en livshotande anafylaktisk chock om en blåsa skulle spricka.

## Åtgärder
Om infektionen är orsakad av arten E. granulosus, kan sjukdomen behandlas genom att blåsorna tas bort kirurgiskt efter medicinering med antimaskmedel.
Arten E. multilocularis orsakar en form av förgrenade blåsor ("alveolär eckinokockos"), som infiltrerar vävnad på ett sätt som påminner om cancer. Den senare varianten kan inte opereras och är svårbehandlad.
Echinokockinfektion är en anmälningspliktig sjukdom enligt smittskyddslagen. 

## Förekomst
Dvärgbandmasken finns i stora delar av Europa, men är än så länge ovanlig i Sverige. Fynd av E. granulosus gjordes 1996–1997 i samband med renslakt. I början av 2011 påträffades för första gången i Sverige den fruktade E. multilocularis i en svensk räv i Bohuslän. Fyndet gjorde att ett stort antal rävar insändes av jägare till Statens veterinärmedicinska anstalt för att utröna om smittan var spridd. Troligen har smittan kommit in i landet med importerade hundar eftersom rävar inte kan komma till Sverige söderifrån. Vid införsel av hund till Sverige krävs bl.a. veterinärintyg om avmaskning mellan 1 och 5 dygn före införseln till Sverige.

I september 2012 konstaterades det första mänskliga fallet av dvärgbandmask i Sverige då en kvinna i Västerbotten insjuknade. Enligt utredningen som gjordes konstaterades det dock att kvinnan med största sannolikhet smittats i Centraleuropa.